# Александр Македонський
Алекса́ндр ІІІ Аргеад, більше відомий як Алекса́ндр Великий та Алекса́ндр Македо́нський, також Олександр Македонський (грец. Αλέξανδρος Γ' ο Μακεδών; кінець липня 356 до н. е., Пелла — 13 червня 323 до н. е.) — дев'ятнадцятий цар Македонії.
Геніальний полководець, видатний адміністратор і політик. Засновник великої держави, що охоплювала Македонію, Грецію, завойовану Перську імперію та Єгипет. Його походи позитивно вплинули на розвиток античної науки (особливо географії) і культури (еллінізм). Після його смерті створену імперію поділили між собою його воєначальники — діадохи. Син царя Філіпа ІІ Македонського та Олімпіади, царівни Епіру. Був вихованцем Арістотеля. З 336 до н. е. (з 20-річного віку) правитель Македонії. Забезпечив міцність свого правління перемогами над фракійцями та іллірійцями. Перемоги над перським царем Дарієм III біля Граника (334 до н. е.), Іссі (333 до н. е.) відкрили йому шлях до Єгипту, де він коронувався короною фараонів і заснував місто Александрію. Після вирішальної перемоги над Дарієм при Гавгамелах (331 до н. е.) повністю підкорив імперію Ахеменідів — Вавилон, Парса і Сузи здалися йому без опору. Далі Александр повів своє військо до Середньої Азії (329 до н. е.), а потім повернув до Індії, але виснажені військові частини відмовилися переходити річку Інд, і він мусив повертати через пустелі до Вавилона, який зробив столицею найбільшої в стародавньому світі імперії. Невдовзі помер від незрозумілої хвороби, яка перебігала з гарячкою, після чого його імперія розпалася, але завдяки його військовим досягненням були відкриті двері на схід для грецької торгівлі, мови і культури. Прізвисько — Великий (грец. Μέγας).

## Імена
- Алекса́ндр Македо́нський[9]
- Александр ІІІ Македо́нський (грец. Αλέξανδρος Γ' ο Μακεδών)
- Александр Великий, Олександр Великий (грец. Μέγας Αλέξανδρος)

## Біографія

### Походження
Александр належав до династії Аргеадів, яка правила Македонією від початку її історії. Античні автори відносять цю династію до Гераклідів; згідно з легендою, Теменід Каран (молодший брат царя Аргоса Фідона і нащадок Геракла в одинадцятому поколінні) або його нащадок Пердікка у VII столітті до н. е. переселився з Пелопоннесу на північ, де заснував своє царство. Син Пердікі Аргей дав своє ім'я династії. Його віддаленим нащадком став Александр III.
До IV століття до н. е. Македонія була невеликим і слабким царством, що потерпало через вторгнення фракійців та іллірійців з півночі, від еллінської експансії з півдня; хоча македоняни говорили, мабуть, одним з діалектів грецької мови, греки вважали їх варварами. Дід Александра Амінта III, який належав до молодшої гілки династії й захопив владу шляхом вбивства попередника, зберіг своє становище лише завдяки лавіруванню між різними державами Еллади. Його син Філіпп II зміг різко збільшити державні доходи, створити сильну армію, підкорити князів Верхньої Македонії, розбити північних сусідів і почати по одному підкорювати грецькі поліси. Дружиною Філиппа та матір'ю Александра була епірська царівна Олімпіада — дочка царя Неоптолема I з династії Піррідів, чиє походження зводили до Ахілла. Отже, Александр і по чоловічій, і по жіночій лініях вважався нащадком богів і найбільших героїв давнини. Усвідомлення цього факту істотно вплинуло на формування його особистості.
Філіпп II був одружений загалом сім разів, причому жив з усіма дружинами одночасно. Повнорідною сестрою Александра була Клеопатра. Крім того, в Александра були єдинокровний брат Аррідей (від Філінни з Лариси) та однокровні сестри: Фессалоніка (від Нікесиполіди з Фер), Кінана (від іллірійської князівни Аудати), Європа (від Клеопатри). Аррідей був на рік старший за брата, але мав недоумство, тож Александр вважався єдино можливим спадкоємцем свого батька.

### Ранні роки

Македонія в 336 до н. е.

Александр з раннього віку чудово володів зброєю і був вправним вершником. Вміння поводитись із кіньми Александр довів, приборкавши непокірного норовистого Буцефала (грец. Βουκεφάλας — бикоголовий), за що отримав коня в подарунок. Крім того, Александр був добрим музикантом і пристрасним книголюбом. Найулюбленішим його автором був Гомер. Освіту Александр одержав під керівництвом знаменитого давньогрецького філософа Аристотеля.
Беручи участь у віці вісімнадцяти років у битві при Херонеї (Беотія), Александр очолив кавалерійську атаку, яка вирішила успіх усієї битви. Перемога, яку тут одержали македоняни над Фівами, Афінами та їх союзниками, остаточно закріпила панування македонського царя Філіппа ІІ в центральній Греції. Після цього Філіпп очолив союз підвладних йому міст-держав із центром у Коринфі. Він був готовий почати великомасштабний похід на Перську імперію під приводом відплати за вторгнення Ксеркса.
Такого походу греки прагнули вже близько століття, відтоді, як за шістдесят років до того імперія виявила свою слабкість: після поразки Кіра Молодшого від його брата Артаксеркса II, який перебував на службі у Кіра, 10 000 греків-найманців під командуванням Ксенофонта змогли пробитися з боями на батьківщину. Тільки внутрішні війни, які перси вміло підігрівали грошима та дипломатичними засобами, заважали грекам зробити таке вторгнення раніше. Їхній передовий загін вже переплив через Дарданелли, коли в 336 до н. е. Філіп був убитий під час бенкету.

### Молодий цар

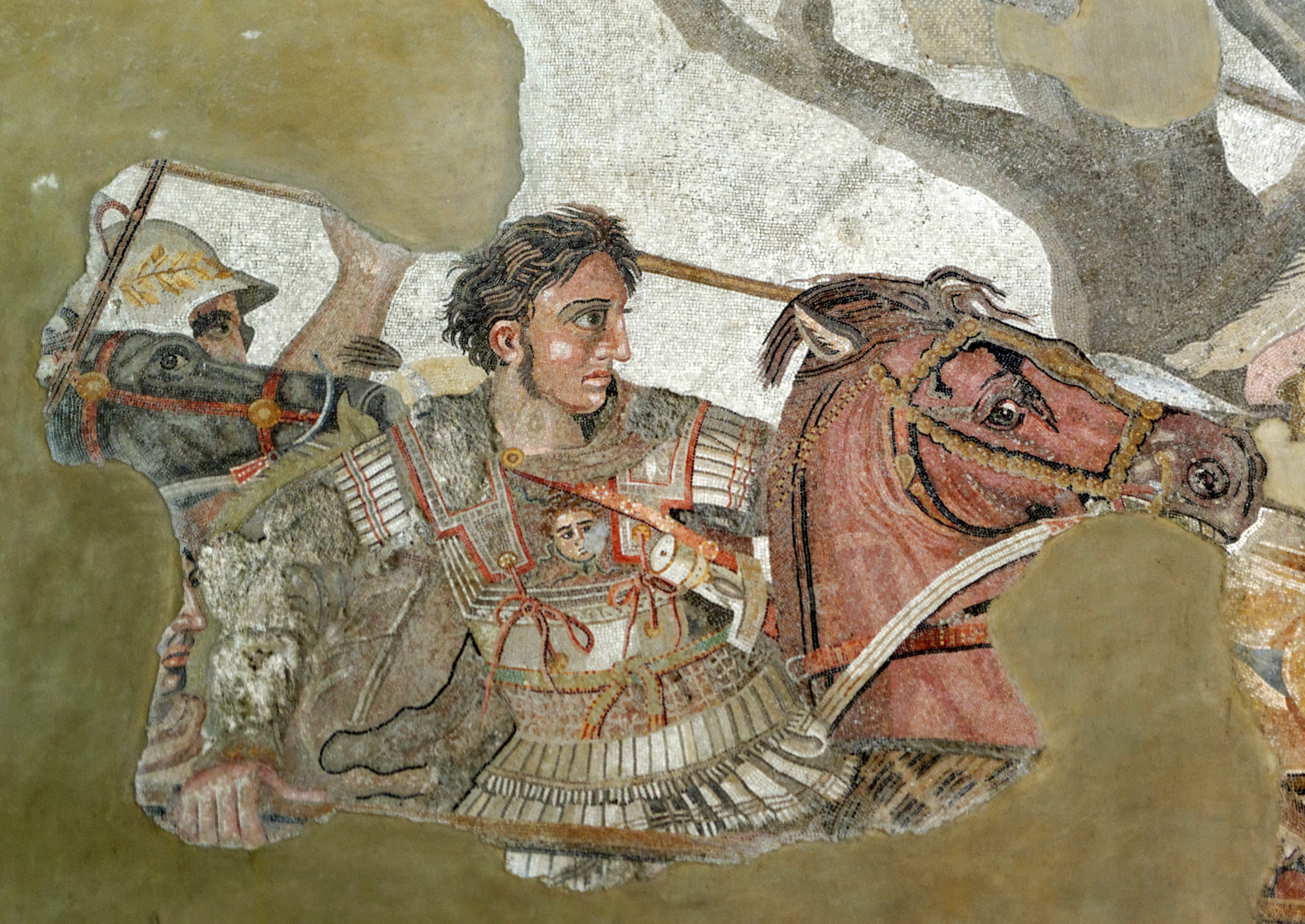
Частина Мозаїки Александра, Неапольський національний археологічний музей

Смерть наздогнала Філіппа ІІ, коли він став володарем всієї Греції (крім Спарти) та усього Балканського півострова, але почалися заколоти. Ставши новим царем, Александр за одне літо 335 до н. е. повернув під владу Македонії північну частину Балканського півострова, де натрапив на потужний опір. Тоді він вирішив укласти союз із кельтськими племенами галатів, які рухались вниз по Дунаю, і повернувши на південь, досяг середньої Греції, захопив і зруйнував Фіви. Александр організував вбивство полководця, з дочкою якого одружився Філіпп, а мати Олімпіада тим часом убила колишню суперницю.
Після цього Александр з половиною македонської армії (іншу половину довелося залишити для оборони Греції), посиленою військами Коринфського союзу, грецькими найманцями та фракійською кіннотою та легкою піхотою, що становило в цілому приблизно 35 тис. осіб, виступив у похід на Азію. У Александра була вагома причина не відкладати вторгнення. Філіпп залишив після смерті 800 талантів (4,8 млн драхм) боргу, для порівняння денна платня наймита становила одну драхму, тож борги Філіппа були рівні вартості великої військової кампанії. Кошти, яких вимагала створена Філіппом армія, перевищували можливості його держави. Утримувати її можна було тільки коштом прибуткової війни. Продавши або віддавши під заставу майже усі землі, що належали царській сім'ї, Александр розплатився з кредиторами та взяв у борг ще 500 талантів. Але навіть після цього йому довелося через брак коштів відіслати на батьківщину грецький флот, що стояв в Дарданеллах.

### Вторгнення у Малу Азію

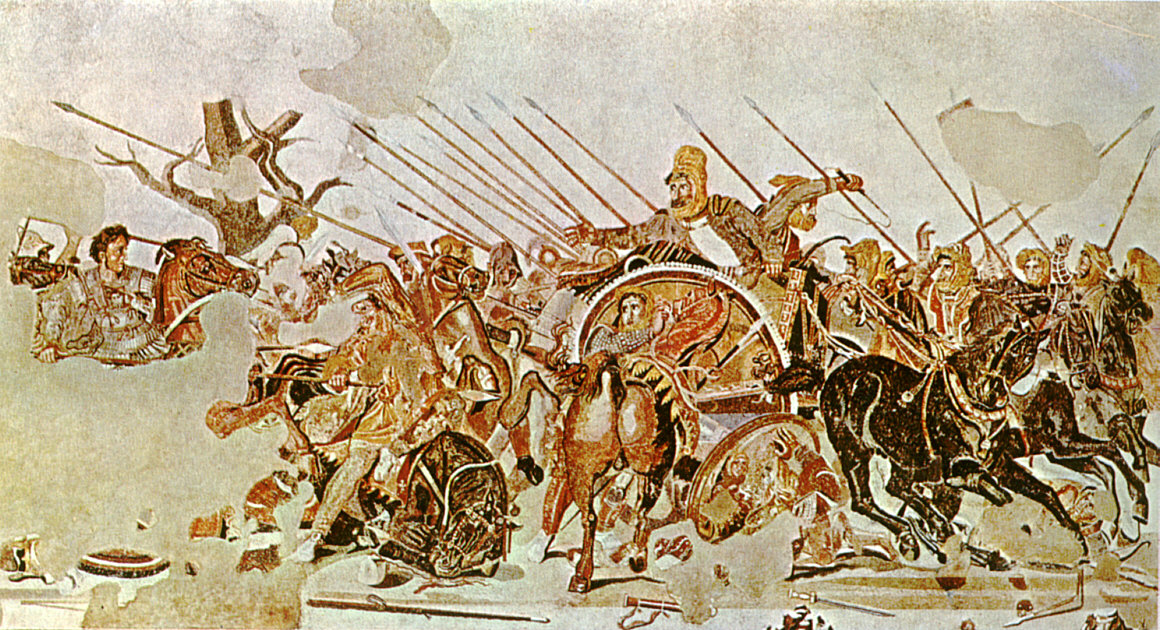
Битва при Іссі на Мозаїці Александра

У першій кампанії 334 до н. е. Александр розбив персів на річці Гранік (поблизу узбережжя Мармурового моря). У цій битві військо Александра швидко розбило легку кінноту, а потім перейшло в контрнаступ. І розсіяло піхоту. Після цього до нього приєдналися греки Малої Азії, і Александр стрімко рушив на південь, хоча в Галікарнасі перський гарнізон чинив значний опір. Армія перезимувала у Гордіоні, стародавній столиці фригійських царів Гордія та Мідаса. Тут зберігалась давня реліквія, а саме царська колісниця Гордія, ярмо якої було з'єднане з дишлом надзвичайно складним вузлом. Легенда стверджувала що той, хто зуміє розв'язати цей вузол, стане володарем Малої Азії. Александр просто розрубав вузол мечем.
У 333 до н. е. військо Александра перейшло хребет Тавр на півдні сучасної Туреччини, причому при наближенні Александрової армії гарнізон, який охороняв перевал, так звані, Кілікійські ворота, у паніці втік. Хоча в Тарсі Александра затримав гострий приступ гарячки, восени він увійшов до Сирії. Цар Дарій III очікував його на внутрішніх рівнинах, але коли Александр повернув на південь і пішов уздовж узбережжя, рухаючись до фінікійських морських баз, Дарій перейшов береговий хребет у тилу Александра. Перський цар опинився на позиції, де він не міг повністю розгорнути свої переважаючі сили, і його армію розбили в битві при Іссі.
Потім Александр рушив до Тіру. Це місто, розташоване на прибережному острові, трималось протягом семи місяців. Зведена Александром дамба була спалена брандером. Тим часом ворожий флот повернув під владу Персії кілька островів в Егейському морі та Галікарнас. У Греції повстала Спарта (проте наступного року повстання придушило македонське військо, що залишилось на батьківщині). Нарешті перське військо вдерлося з Вірменії в Малу Азію, але македонські тилові частини під командуванням Антигона Одноокого змогли дати йому відсіч. Інші фінікійські міста, з якими перси суворо обійшлися, підняли проти них повстання, і тепер підтримували Александра і відкликали свої військові кораблі. З їхньою допомогою Тир був узятий приступом з моря.
Александр рушив далі на південь, подолавши на шляху опір гарнізону Гази, що витримав двомісячну облогу. А проте зиму 331 до н. е. Александр зміг провести в Єгипті, де він був коронований як фараон і заснував місто Александрія. Він також відвідав священну оазу Зевса-Амона (нині оаза Сіва) і оракул вітав його як сина Амона (титул фараона). Того ж року Александр, відкинувши пропозицію Дарія поступитися всіма землями на захід від Євфрату, виступив із північної Сирії і переплив через Євфрат і Тигр. З армією, що налічувала 40 000 воїнів, він вступив у бій із головними силами Перської імперії.

### Битва при Гавгамелах
Головна битва відбулася на рівнині при Гавгамелах, приблизно за 100 км на захід від Арбел (сучасне місто Ербіль на території Іраку), через що її також називають битвою при Арбелах. Перське військо мало колосальну перевагу в чисельності, але Александр майстерно провів бій. Він завдав косого удару по лівому флангу Дарія, стримуючи флангові атаки ворожої кінноти допоміжними грецькими та фракійськими загонами поміж тим озброєні метальними ратищами фракійські передові загони відбили атаку колісниць. Коли у відповідь на бічний маневр македонської армії перси намагались перешикуватись, між їхнім центром і лівим флангом утворився розрив, куди поспішив Александр разом з 2 000 своїх гетайрів — воїнів кінної гвардії. Зліва їх підтримували основні сили, фаланга македонських піхотинців, озброєних сарисами (довгими списами). У короткій запеклій сутичці найкраща частина піхоти Дарія була знищена, а сам він, як і після битви при Іссі, був змушений утікати.

### Переслідування Дарія

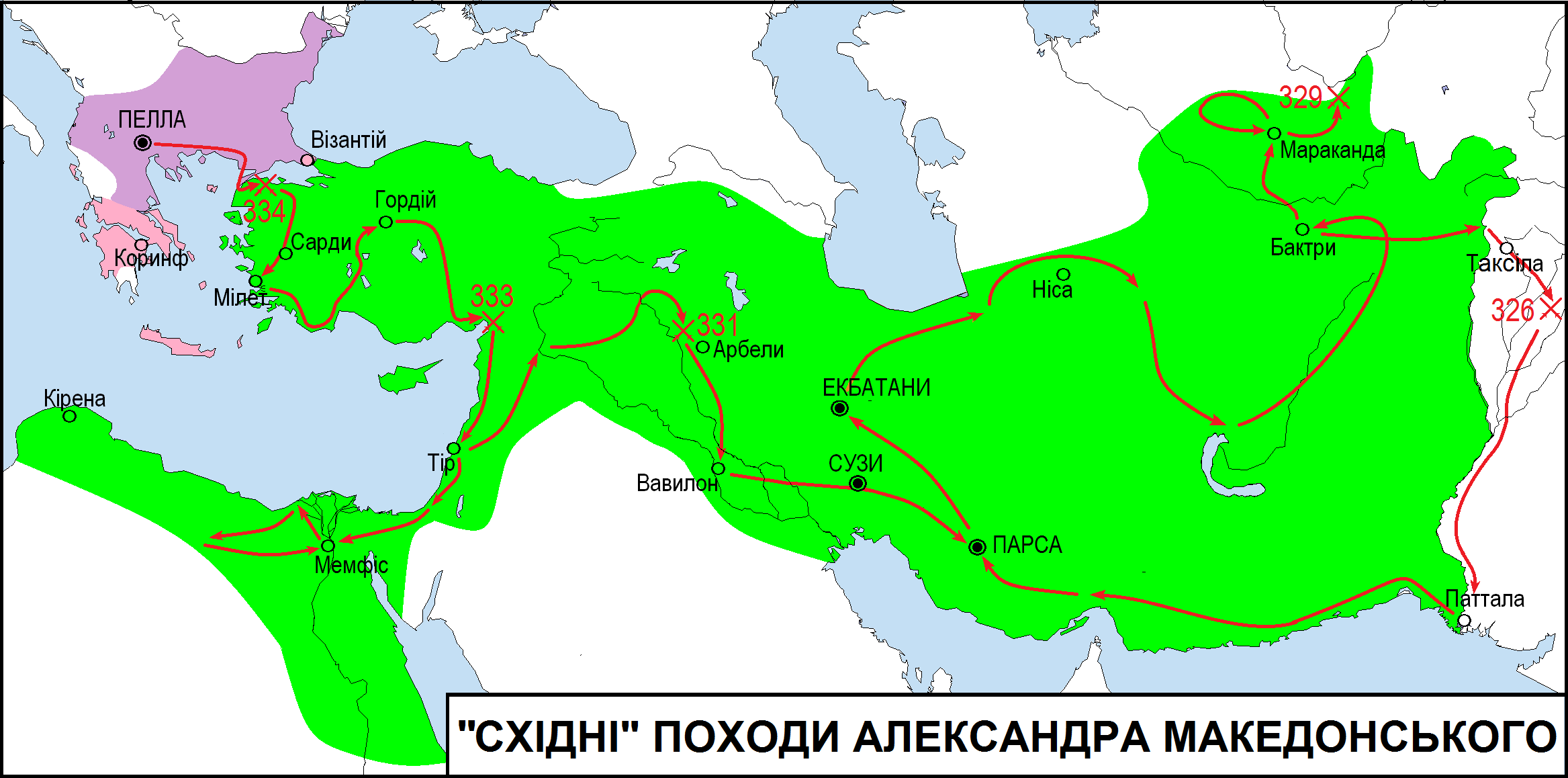

Вавилон відкрив Александру свої ворота, там він відпочивав два місяці, що навіть дало привід для поширення чуток про занепад духу його війська. У грудні він знову виступив у похід. Дарій перебував на північний схід від Вавилону, в Екбатані (сучасний Хамадан в Ірані), куди йому могли прийти на допомогу війська зі сходу (з Бактрії) та з півдня (з Персії). Однак Александр вдарив у південно-східному напрямку. Попри зиму, він перейшов через гірські хребти, долаючи опір спочатку гірських племен, а потім перського війська. Александр перезимував в Персеполісі, давній столиці персів, де заволодів золотою скарбницею Перської імперії, яка поповнювалась впродовж 200 років. На знак того, що похід з метою відплати завершено, Александр спалив палац перських царів. Але ще важливіше те, що він зібрав 30 000 перських юнаків, і відіслав їх туди, де вони могли під керівництвом македонян вивчитися військової справи, щоб скласти нову царську армію, тобто армію самого Александра. Навесні 330 до н. е. Александр виступив на Екбатану. Перси залишили місто й рушили на схід, Александр наздогнав перський обоз, сподіваючись взяти Дарія живим. Але Дарій перебував під вартою, і в останній момент наближені зарізали його, вважаючи, що Дарій їх зрадив. Новим ватажком персів став сатрап Бактрії Бєсс, що походив із царського роду.

### Смута в імперії
Щоб опанувати Східну Персію, Александру потрібно було здійснити три виснажливі кампанії. Войовничі мешканці прикордонних областей, які звикли охороняти східні кордони від кочівників Центральної Азії, продовжували боротися навіть після того, як прибічники Бєсса видали його у полон, де його піддали тортурам і зрештою стратили, звинувативши у невірності своєму цареві (Дарію III). Греків і навіть македонян втомили безперервні війни в пустелях та штурми гірських фортець. Крім того, македонських воєначальників обурювала прірва між ними та царем, яка з часом тільки поглиблювалась. Александр, ставши «царем царів» і зайнятий справами величезної імперії, прийняв перський церемоніал, брав персів на службу і навіть носив зручний перський одяг, що складався з розшитої куртки та шароварів замість грецьких хітона та хламіди.
Парменіон, старий воєначальник, якого дуже цінив батько Александра, цар Філіпп ІІ Македонський, був страчений слідом за своїм сином Філотом, засудженим за навмисне недонесення про змову. Кліт, син годувальниці Александра, який врятував йому життя при Граніці, на бенкеті дорікнув цареві у привласненні добутої воїнами слави, і той після багатьох підбурювань вихопив спис у стражника та пронизав друга. Кілька юнаків з оточення царя, а також їхній наставник, офіційний історик Александра та племінник Аристотеля Каллісфен (останній доводив до юнаків ідеї про розходження між царською владою та деспотизмом) замислили вбити Александра. Після їх страти стратили й самого Каллісфена.

### Завоювання Бактрії та Індії

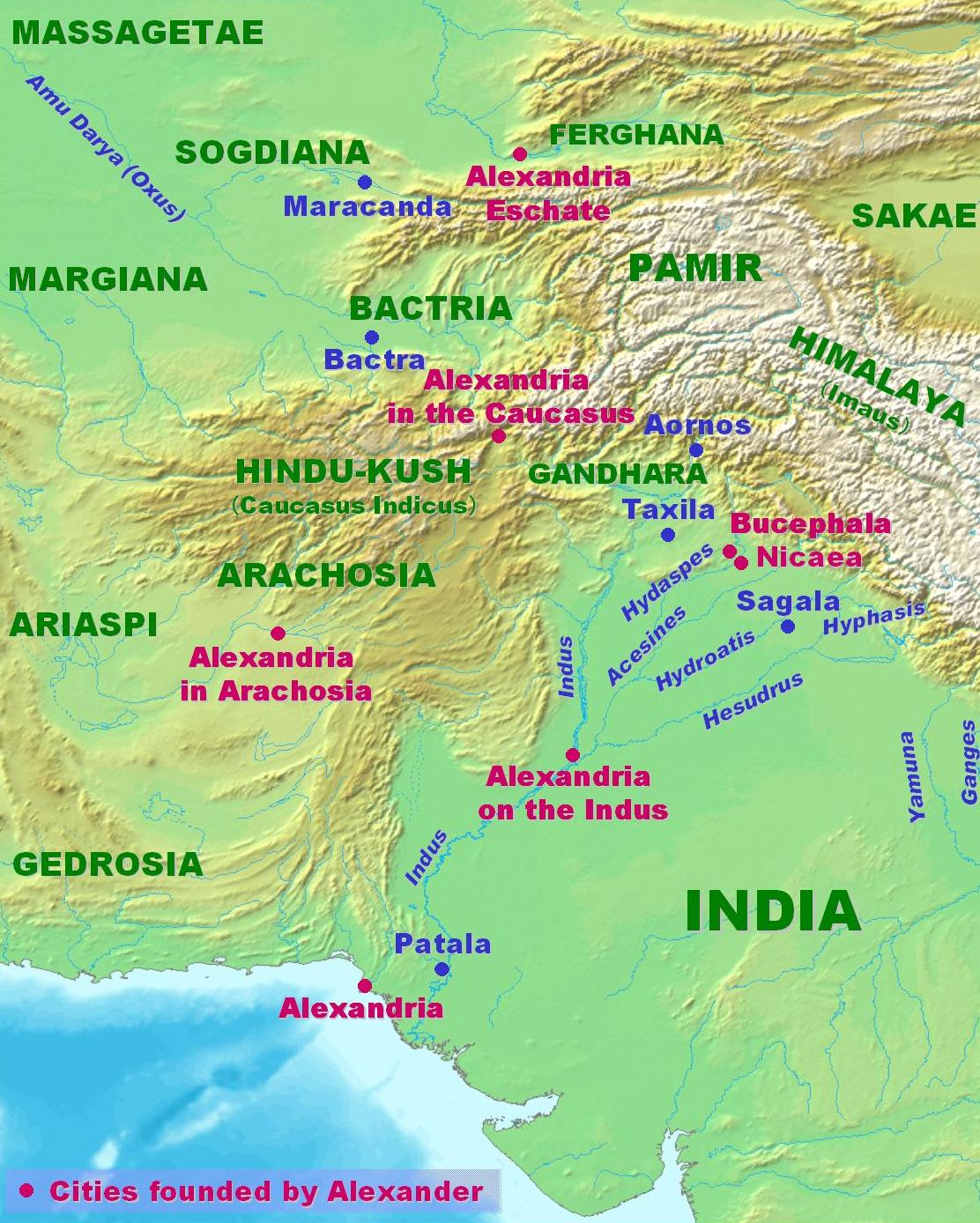
Міста, засновані Александром у Південно-західній Азії

Попри смути, військові залишалися вірними Александру, і він продовжив свої завоювання на Сході, зрештою форсувавши річку Яксарт (сучасна Сирдар'я) в Середній Азії. У Бактрії він одружився з Роксаною, дочкою свого колишнього супротивника, бактрійського вождя Оксіарта. Цим шлюбом Александр прагнув схилити на свій бік знать східних областей Перської держави. По дорозі на схід Александр засновував міста, даючи майже всім їм назви Александрія, серед них сучасне місто Герат в Афганістані та Александрія Дальня, сучасний Худжанд в Таджикистані.
До весни 327 до н. е. армія Александра досягла долини річки Кабул й попрямувала у бік Перської сатрапії Індія, тобто до міст долини Інду на території сучасного Пакистану. На річці Гідасп (сучасна Джелам) сталася битва, в якій Александру вдалося здолати армію войовничого царства Паурава. Згодом між Александром і царем Паурави, якого греки називали Пором, зав'язалися дружні стосунки. Ця битва стала найбільшою з тих, що коли-небудь траплялись в Індії. Звідти Александр мав намір рушити далі на південний схід до Гангу, де, як він вважав, закінчується Азія, але там його армія не витримала і заявила, що не піде війною на місцевих царів, про яких говорили, що вони здатні виставити 5 000 бойових слонів. Таким чином, плани Александра були зірвані, і він був змушений повернути вниз по Інду, по дорозі підкоряючи вогнем і мечем прилеглі до річки землі. Сам Александр був серйозно поранений під час битви за місто племені маллів. Лікуючи рани, Александр почав облаштовувати управління на нових землях і займався дослідженнями Перської затоки. Для цієї мети був зібраний флот, на чолі якого став друг Александра, критянин Неарх. Основну частину армії Александр відіслав назад до Персії, а сам разом із невеликим загоном досліджував узбережжя.

### Реорганізація армії
Опинившись знову в центральних областях імперії, де він провів останні два роки життя (325—323 до н. е.), Александр виявив, там панує безлад. Більшість сатрапів не очікували його повернення з Індії, подібно до монарха, вони заводили власні двори, вербували військовиків, займалися вимаганням і грабунками. Кількох сатрапів цар наказав стратити. Македонянин Гарпал, головний скарбник держави, товариш царя Александра з самого дитинства, втік на захід із 5000 найманих воїнів, 6000 талантів золота та тридцятьма військовими кораблями. Гарпал шукав притулку в Афінах, незадовго до цього місто отримало від нього продовольчу допомогу під час голоду. Але Афіни побоялися накликати гнів Александра. Врешті, заколотника Гарпала вбили на Криті його ж воїни.
Александр відновив порядок і, все ще плануючи подальші завоювання, взявся за організацію нової імперської армії. Він замислював завоювання Чорноморського узбережжя, Аравії, Карфагена і Заходу в цілому. Александр бажав мати армію, набрану з македонян (13 000 піхотинців і 2000 вершників, з таким їх числом він переплив через Дарданелли) і 30 000 азіатів. Македоняни та азіати мали служити в одних підрозділах. У кожному з шістнадцяти рядів фаланги відтепер мало бути лише чотири сарисофори (воїнів, озброєних довгим списом), а іншу частину фаланги мали складати стрільці та метальники дротиків, озброєні також коротким мечем. Битву мали починати стрільці й метальники дротиків, якщо після цього необхідно було перейти в атаку, мали висуватись сарисофори, пройшовши крізь стрій і залишивши лучників позаду. Такий стрій, що нагадує пізніший римський легіон періоду середньої Республіки, мав виправити основні недоліки фаланги — її неповороткість та тенденцію до утворення розривів при пересуванні перетнутою місцевістю, що виявилось у битвах при Іссі та Гавгамелах.

### Невдоволення армії і весілля в Сузах
У зв'язку з реорганізацією армії і набором новобранців Александр збирався демобілізувати 10 000 македонських ветеранів. Коли він повідомив про свої наміри воїнам, почався заколот. До тих, хто підлягав демобілізації, приєдналися інші. Александр наказав своїй гвардії заарештувати найактивніших бунтівників, і тієї самої ночі всі вони були страчені.
Навесні 324 до н. е., перенісши свій двір в Сузи, Александр влаштував пишне свято примирення, «одруження Сходу і Заходу», під час якого він урочисто відсвяткував весілля 9 000 македонян та уродженок Азії (ця подія відома в історіографії як Весілля в Сузах). Багато хто з полководців Александра оженився на дочках знатних персів, а сам Александр взяв у дружини старшу дочку Дарія Статіру та дочку Артаксеркса Парісатиду. Після смерті Александра Роксана вбила цю жінку[яку?]. Селевк I Нікатор, якому дісталася значна частина азійських володінь Александра, виявився єдиним з усіх його полководців, хто зробив царицею отриману в той день дружину-персіянку. Грецькі жерці та перські маги спільно здійснили урочисті церемонії та молились про те, щоб обидва народи ділили між собою імперію в єдності та злагоді. Незабаром македонські ветерани, отримавши платню і щедрі нагороди, вирушили на батьківщину.

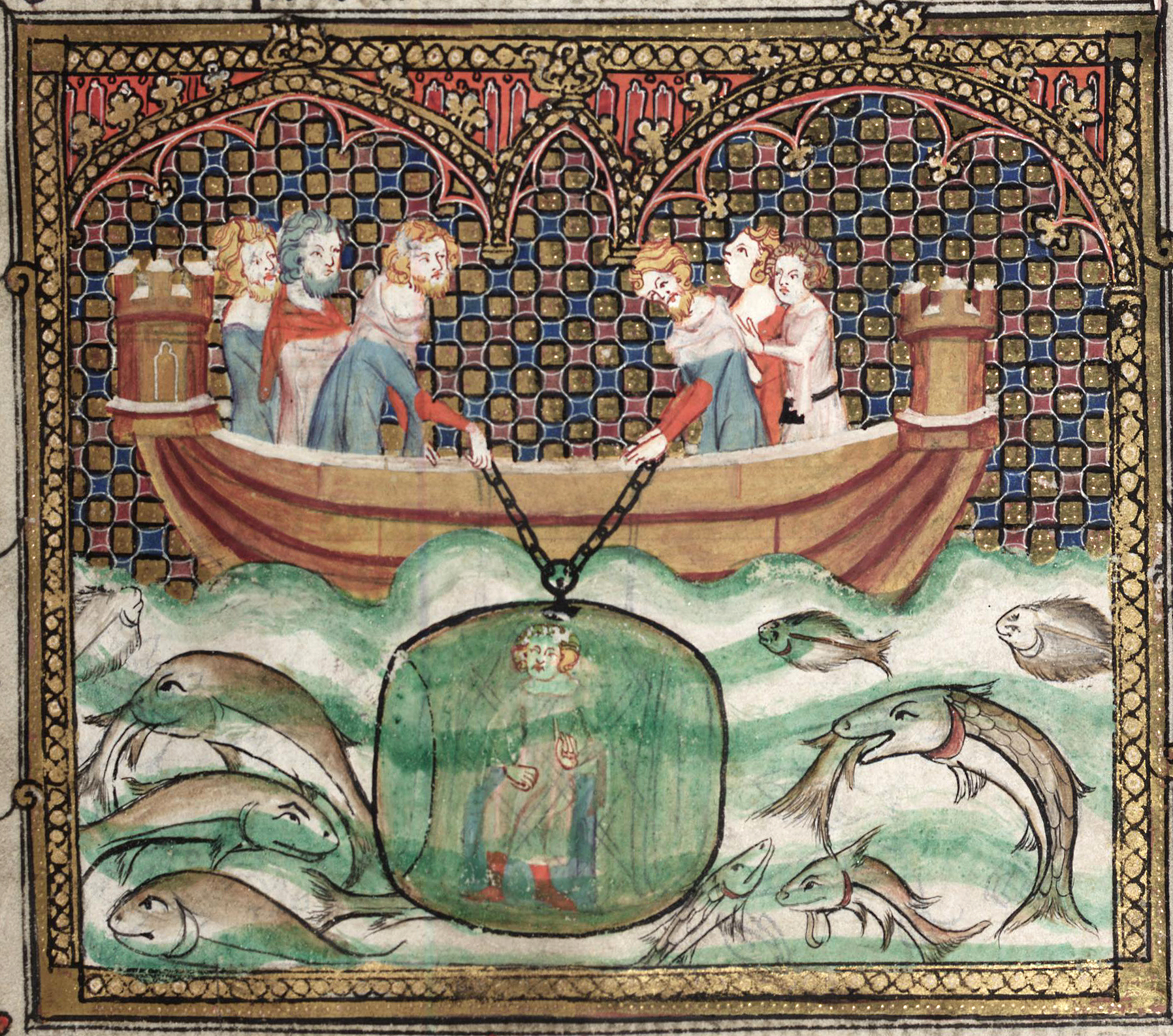
Александр Македонський занурюється під воду

### Смерть

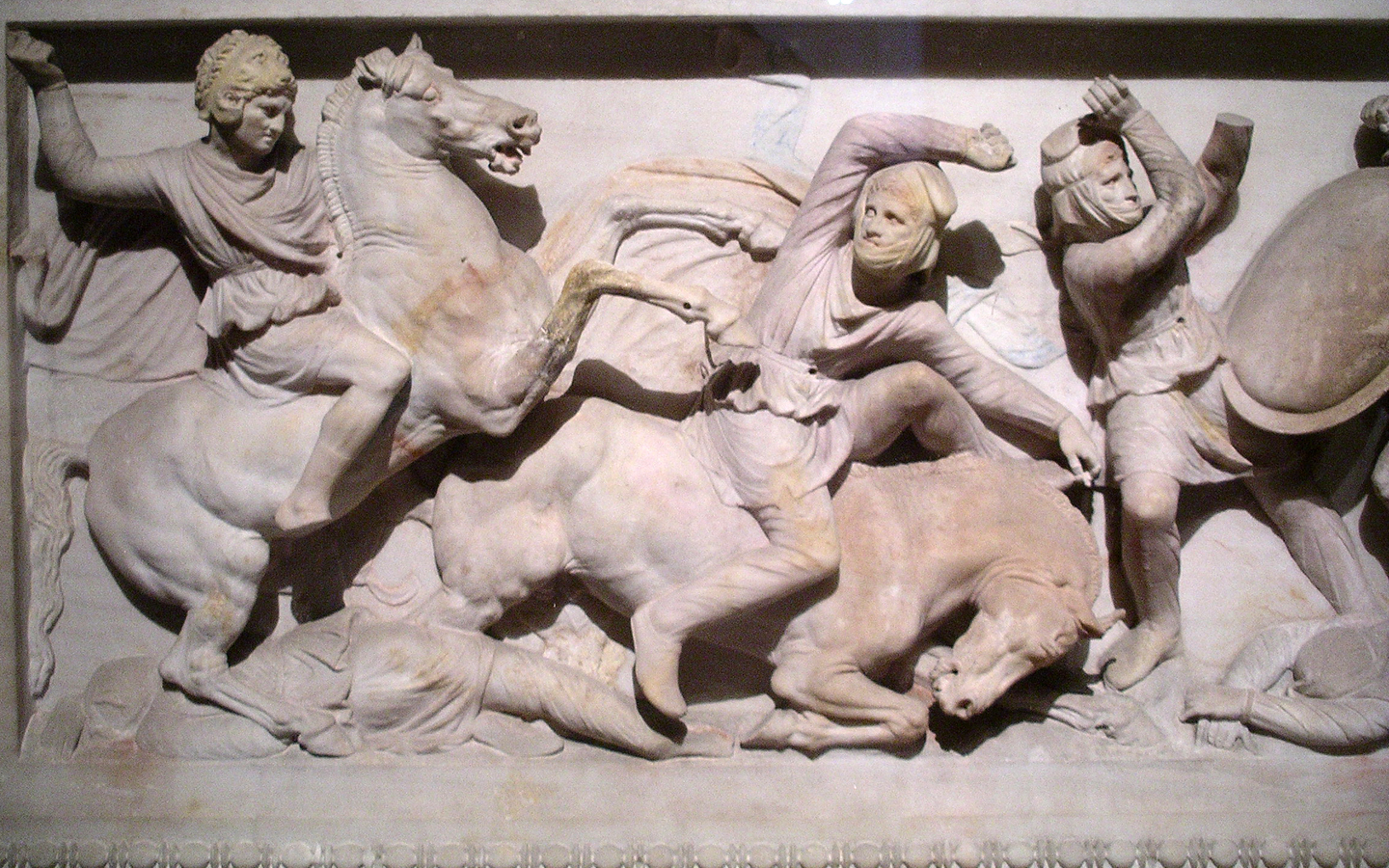
Деталь «Саркофагу Александра»

У 324 до н. е. надіслав грецьким містам Коринфського союзу послання, в якому вимагав, щоб надалі йому надавали божественні почесті. Ця вимога викликала хвилю обурення, хоча зрештою міста були змушені поступитися силі, яка була на стороні Александра. В Афінах великий оратор Демосфен презирливо сказав: «Так нехай же Александр буде сином Зевса, а заодно і сином Посейдона, якщо йому так завгодно».
Принаймні в одному відношенні Александр піднявся вище уявлень свого учителя Арістотеля, чия «Політика» розглядає майже виключно грецький поліс. Саме Арістотель радив Александру поводитись із греками як мудрий правитель, а з варварами, тобто з чужими народами, — як пан. Александр задумав заснувати єдину греко-перську імперію. Готуючись до відплиття з морською експедицією, він раптом захворів імовірно на тропічну малярію і помер у Вавилоні 10 червня 323 до н. е. Існують й інші версії того, від чого помер Александр. Є припущення, що це була тяжка форма гарячки Західного Нілу, тим більше що неподалік Вавилону у той час спостерігали падіж птахів, які є джерелом цієї інфекційної хвороби. Не виключають можливість черевного тифу, отруєння. Особливості передсмертного і посмертного періоду Александра (коли він не міг поворухнутися за свідченнями Плутарха, а по смерті його тіло тривалий час не піддавалося тліну) пояснюють також можливістю його захворювання на синдром Гієна — Барре. А от на думку науковців з Університету Арістотеля в Греції, Александр Македонський помер від тяжкої форми гострого панкреатиту — панкреонекрозу. Це могло відбутися через імовірну жовчнокам'яну хворобу, зловживання алкоголем і жирною їжею.
Оскільки Александр не мав законних спадкоємців (син Александр IV народився вже після його смерті, інші ж діти були народжені поза шлюбом), питання спадковості було надзвичайно важливим для всієї імперії. Вже на смертному ложі один із полководців запитав Александра, кому він заповідає своє царство. Існує кілька версій щодо відповіді Александра: він міг відповісти через співзвучність або «Найсильнішому», або «Крате́ру». Кратер був одним із полководців Александра, командувачем його піхоти, який виявив себе чудовим стратегом, крім того, Кратер був уособленням усіх рис справжнього македонянина — тому більшість дослідників, якщо і не підтримують дану версію, то і не відкидають її. Але на той момент Кратера не було поруч, а присутні вирішили за найкраще почути «Найсильнішому». Зрештою сам Кратер не порушив це питання, і вже за два роки після смерті Александра між його полководцями (діадохами) розпочалась боротьба, а імперія розпалася на частини.

## Гробниця
За прадавніми переказами, тіло Александра помістили у золотий саркофаг, який в свою чергу помістили у ще один золотий саркофаг та накрили багряним плащем. Згідно з іншою легендою, тіло Александра помістили у глиняну посудину, наповнену медом, який використовували як консервант, і поховали в подвійному золотому саркофазі. Також перекази свідчать про те, що Птолемей І Сотер викрав тіло Александра та таємно вивіз його до Александрії, де він залишався до пізньоантичної доби. Саме тут Птолемей IX, один з останніх спадкоємців Птолемея I, замінив саркофаг Александра скляним, а метал переплавив на золоті монети. Громадяни Александрії були край обурені цим, невдовзі після цього Птолемей IX був убитий. Римський імператор Калігула пограбував могилу Александра. Як свідчать давні перекази, Калігула власноруч зняв з Александра нагрудник, а потім сам носив його. Близько 200 р. н. е. римський імператор Септимій Север закрив поховання Александра для громадськості, від того часу про поховання немає достовірних свідчень.
Так званий «Саркофаг Александра» виявили неподалік від Сидона. Нині він зберігається у Стамбульському Музеї археології. Немає доказів про те, що це і є саркофаг, у якому був похований Александр Великий, таку назву він здобув через те, що оздоблений барельєфами, які зображують Александра та його соратників у полюванні та в бою з персами.

## Історіографія
Опис завоювань Александра почався ще за його життя: у поході брали участь придворні філософи та історики. Найпомітнішими з них були Каллісфен (який написав «Діяння Александра» — біографію полководця — та вів літопис Східного походу аж до своєї страти у 328 році до н. е.) і Харет Мітиленський (автор «Історії Александра» в десяти книгах). Спогади також залишили безпосередні учасники тієї кампанії — високопоставлені полководці Птолемей (діадох, правитель Єгипту після смерті Александра) і Неарх (командувач флоту), інженер Арістобул, філософ Онесікріт. Молодшим сучасником Александра був Клітарх, який також створив історичний твір про завоювання полководця. Ці всі роботи мають дві основні проблеми: по-перше, вони майже не збереглися в оригіналі, дійшли тільки ті уривки, які використовували пізніші автори; по-друге, вони в масі своїй апологетичні до Александра, тому не можуть розглядатися як цілком достовірні джерела.
Історіографи виділяють п'ять основних історичних джерел античної доби про завоювання Александра. Вони уже компілятивні, їхні автори використовували різні джерела (в тому числі й спогади сучасників Східного походу). Найнадійнішим з них вважається «Анабасис Александра» («Історія походів Александра Великого») авторства Арріана, який створений в I ст. н.е. і складається з семи книг. Арріан використовував практично всі оригінальні джерела, які нині втрачені. Його праця висвітлює в основному військові деталі походу; персональну біографію Александра вона майже не зачіпає.
На противагу Арріану, Плутарх у своїй біографії Александра, яка є складовою його «Порівняльних життєписів», детально описує деталі особистого життя полководця. Іншими трьома античними роботами є «Історична бібліотека» Діодора (сімнадцята книга присвячена завоюванням Александра), «Історія Александра Великого Македонського» Квінта Курція Руфа і «Історія Філіппа» Помпея Трога (збереглася у скороченому варіанті Юстина).
У середньовіччі ніяких серйозних історичних робіт про завоювання Александра не написано, але сам їхній сюжет був доволі популярний в європейській художній літературі та навіть фольклорі. Зокрема, поширювався псевдоісторичний роман «Історія Александра Великого», точне авторство і дата створення якого невідомі (він приписувався Каллісфену, але насправді йому не належить). Доволі популярним образ Александра (Іскандера) був і на Сході.
У Новий час дослідження походу Александра поглибилися: це пов'язано як із загальною модою на античність, так і з виявленням невідомих у середньовіччі античних джерел (зокрема, Арріана).
Основу сучасних історичних досліджень на цю тематику заклала робота німецького історика Йоганна Густава Дройзена «Історія Александра Великого», яка вийшла в 1833 році. Дройзен позитивно оцінював роль Александра, вважав результат його походу не завойовницькою деспотією македонян, а «змішанням народів». Історик вважав, що Александр просував цивілізацію на Схід. Схожу позицію мав англійський історик першої половини XX століття Вільям Тарн, якого навіть критикували за надмірну ідеалізацію образу Александра.
Деякі інші помітні історики, утім, вважають Александра руйнівником, чиї можливості обмежуються лише військовими. На їхню думку, він не був умілим політиком, часто приймав імпульсивні та нераціональні рішення. До таких науковців належать Карл Юліус Белох, Ернст Бадіан, Фріц Шахермайр, Ієн Ворсінґтон, Вілл Вольфганг та інші. Деякі дослідники у XX столітті навіть почали ставити під сумнів непорушну раніше впевненість у військовій геніальності Александра.
Джавахарлал Неру у своєму «Погляді на всесвітню історію» скептично ставиться до здобутків Александра. Він приймав імпульсивні рішення, не побудував нічого міцного, навіть доріг. Його завоювання Північно-західної Індії — незначний епізод в історії, оскільки він не просунувся далі до сильних царств центральної Індії чи Китаю.

## Бої
| Дата                                | Війна             | Битви                      | Опонент/Опоненти                | Тип        | Країна (сьогодення)    | Звання | Рекорд | Результат |
| ----------------------------------- | ----------------- | -------------------------- | ------------------------------- | ---------- | ---------------------- | ------ | ------ | --------- |
| 2 серпня 338 до н. е.               | Підйом Македонії  | Битва при Херонеї          | Фіванці, Афіняни                | Битва      | Греція                 | Принц  | 1 — 0  | Перемога  |
| 335 рік до н. е.                    | Балканський похід | Битва при горі Хаемус      | Гети, Фракійці                  | Битва      | Болгарія               | Цар    | 2 — 0  | Перемога  |
| Грудень 335 до н. е.                | Балканський похід | Облога Пеліума             | Іллірійці                       | Облога     | Албанія                | Цар    | 3 — 0  | Перемога  |
| Грудень 335 до н. е.                | Балканський похід | Облога Фів                 | Фіванці                         | Битва      | Греція                 | Цар    | 4 — 0  | Перемога  |
| Травень 334 до н. е.                | Перський похід    | Битва на річці Гранік      | Ахеменідська імперія            | Битва      | Туреччина              | Цар    | 5 — 0  | Перемога  |
| 334 до н. е.                        | Перський похід    | Облога Мілета              | Ахеменідська імперія, Мілезійці | Облога     | Туреччина              | Цар    | 6 — 0  | Перемога  |
| 334 до н. е.                        | Перський похід    | Облога Галікарнаса         | Ахеменідська імперія            | Облога     | Туреччина              | Цар    | 7 — 0  | Перемога  |
| 5 Листопада 333 до н. е.            | Перський похід    | Битва при Іссі             | Ахеменідська імперія            | Битва      | Туреччина              | Цар    | 8 — 0  | Перемога  |
| Січень — Липень 332 до н. е.        | Перський похід    | Облога Тіра                | Ахеменідська імперія, Тирійці   | Облога     | Ліван                  | Цар    | 9 — 0  | Перемога  |
| Жовтень 332 до н. е.                | Перський похід    | Облога Гази                | Ахеменідська імперія            | Облога     | Палестина              | Цар    | 10 — 0 | Перемога  |
| 1 Жовтня 331 до н. е.               | Перський похід    | Битва при Гавгамелах       | Ахеменідська імперія            | Битва      | Ірак                   | Цар    | 11 — 0 | Перемога  |
| Грудень 331 до н. е.                | Перський похід    | Битва в ущелині Уксів      | Укси                            | Битва      | Іран                   | Цар    | 12 — 0 | Перемога  |
| 20 Січня 330 до н. е.               | Перський похід    | Битва при Перських воротах | Ахеменідська імперія            | Битва      | Іран                   | Цар    | 13 — 0 | Перемога  |
| 329 до н. е.                        | Перський похід    | Облога Кірополя            | Согдійці                        | Облога     | Туркменістан           | Цар    | 14 — 0 | Перемога  |
| Жовтень 329 до н. е.                | Перський похід    | Битва на Яксарті           | Скіфи                           | Битва      | Узбекистан             | Цар    | 15 — 0 | Перемога  |
| 327 до н. е.                        | Перський похід    | Облога Согдіани            | Согдійці                        | Облога     | Узбекистан             | Цар    | 16 — 0 | Перемога  |
| Травень 327 — Березень 326 до н. е. | Індійський похід  | Похід на Кофен             | Аспасіяни                       | Експедиція | Афганістан та Пакистан | Цар    | 17 — 0 | Перемога  |
| Квітень 326 до н. е.                | Індійський похід  | Облога Аорноса             | Асвака                          | Облога     | Пакистан               | Цар    | 18 — 0 | Перемога  |
| Травень 326 до н. е.                | Індійський похід  | Битва на Гідаспі           | Паурави                         | Битва      | Пакистан               | Цар    | 19 — 0 | Перемога  |
| Листопад 326 — Лютий 325 до н. е.   | Індійський похід  | Штурм міста маллів         | Малли                           | Облога     | Пакистан               | Цар    | 20 — 0 | Перемога  |

## У культурі

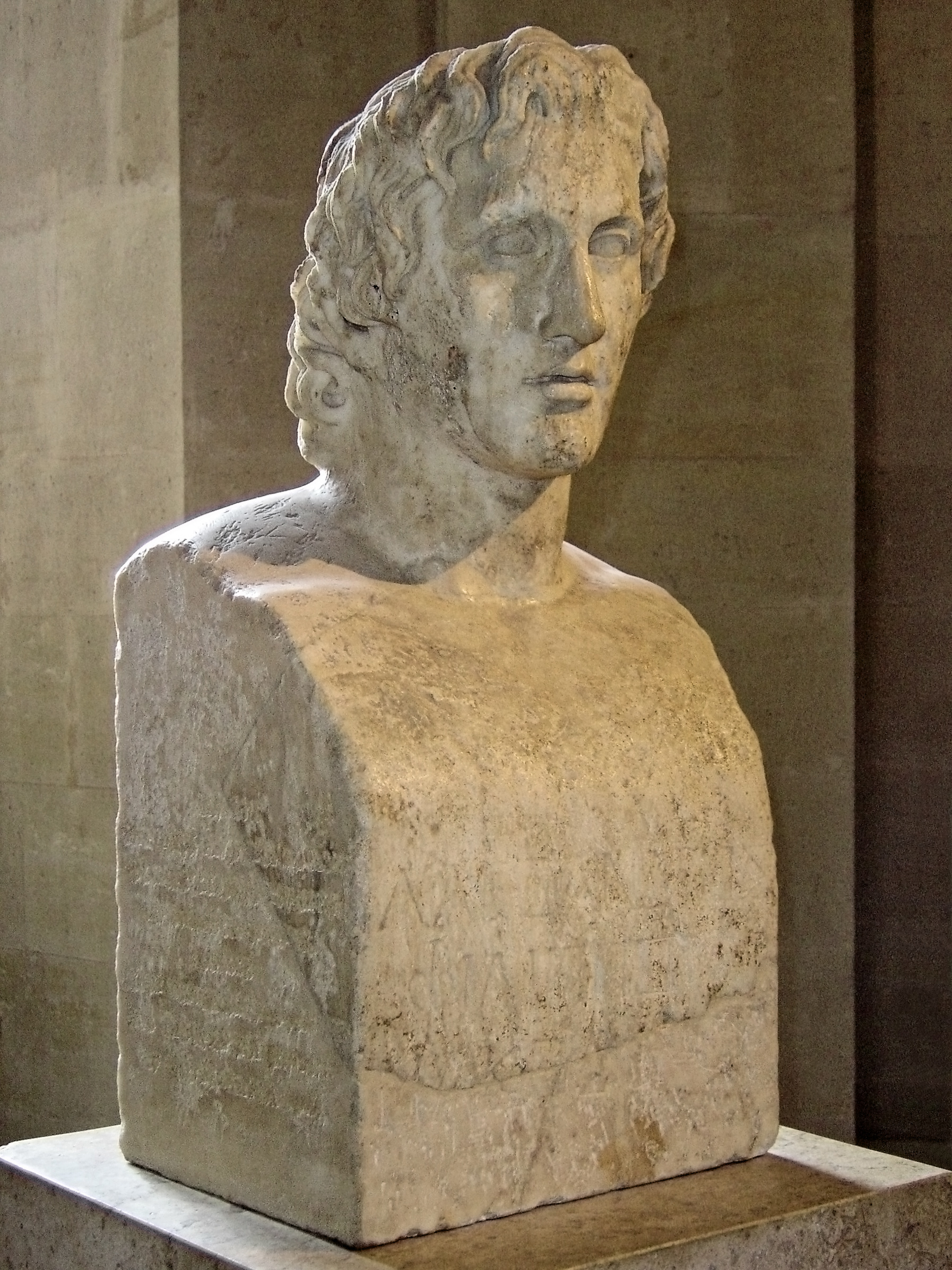
Александр Великий, римська копія герми Лісіппа

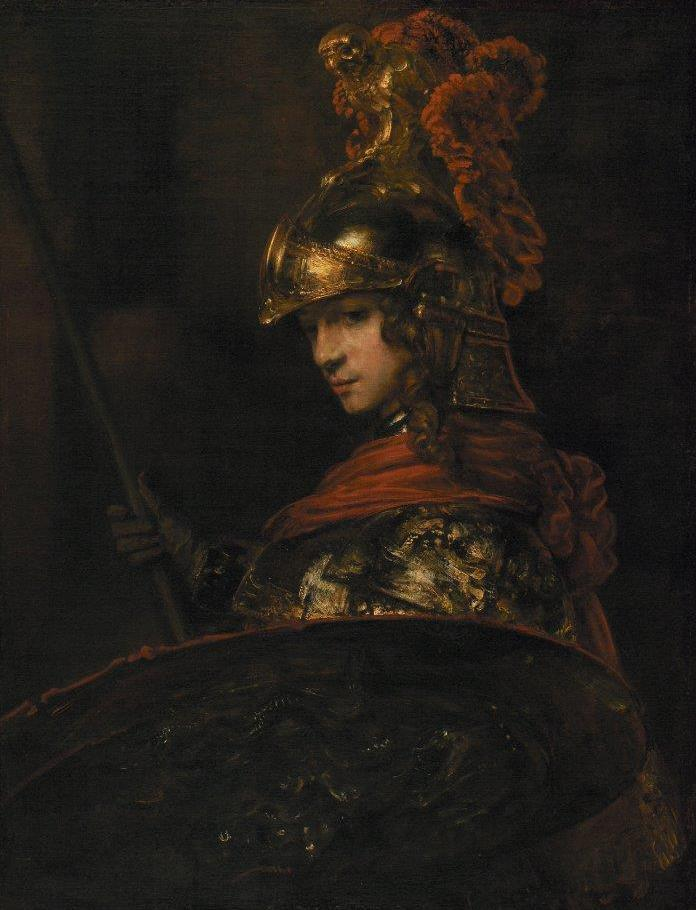
Александр Великий, Рембрандт

Александр Македонський був популярною фігурою в мистецтві з найдавніших часів і залишається таким досі. Александр мав особистого скульптора Лісіппа, котрий створив кілька статуй Александра, з яких одна герма відома за копією римської доби. У Помпеї виявлена, так звана, Мозаїка Александра, що зображує битву при Іссі. Подвиги Александра описані багатьма істориками та письменниками не тільки античності, але й Середньовіччя та сучасності. Нерідко фігура Александра Великого зустрічається у масовій культурі.
Живопис
- «Битва Александра Македонського з Дарієм» роботи Альбрехт Альтдорфер — улюблена картина Наполеона Бонапарта, з неї розпочалось зібрання Мюнхенської пінакотеки[22][23]. Крім неї художник присвятив Александру «Битва Александра при Іссі».
- «Александр» Рембрандта та Рафаеля Санті
- «Александр Македонський і Роксана» П'єтро Ротарі, 1756[24] та «Одруження Александра та Роксани» Содома
- «Александр Великий відмовляється від води» та «Александр Великий у майстерні Апеллеса» Джузеппе Каде, 1792 та «Александр Великий і Кемпасп у майстерні Апеллеса» Джованні Баттіста Тьєполо
- «Александр у храмі Єрусалиму», Себастьяно Конка, 1680
- «Александр розрубує Гордіїв вузол», Жан-Симон Бертелмі
- «Битва при Іссі», Ян Брейгель Старший
- «Александр та Діоген», Каспар де Креєр
- «Вхід Александра у Вавилон», Шарль Лебрен, 1664
- «Родина Дарія предстає перед Александром» Гаспаро Діциані, 1740 та однойменна робота Паоло Веронезе
- «Александр Македонський виявляє довіру своєму лікареві Філіппу» Тараса Шевченка 1836.

Художня література
- У період з 1969 по 1981 роки вийшли три романи у жанрі історичної белетристики англійської письменниці Мері Рено: «Божественне полум'я» (про дитинство і юність Александра), «Перський хлопчик» (кампанії в Азії після завоювання Персії) та Поховальні ігри (присвячений боротьбі діадохів). 1975 року вперше опубліковано цілком біографічний, історичний роман Рено «Природа Александра».
- Інша трилогія, присвячена Александру Великому належить суперечливому французькому письменнику Роже Пейрефітту: La Jeunesse d'Alexandre («Юність Александра», 1977), Les Conquêtes d'Alexandre («Завоювання Александра», 1979), Alexandre le Grand («Александр Великий», 1981).
- Третя трилогія написана італійським археологом, істориком та письменником Валеріо Манфреді 1998 року: «Дитячий сон», «Піски Аммона» та «Кінець світу».
- Завоювання Александра описує британський письменник Девід Геммел у дилогії: «Лев Македонський» та «Темний принц».
- Александр Македонський став одним з персонажів роману «Таїс Афінська» Івана Єфремова, повісті «Вогні на курганах» Василя Яна.

Кінематограф
- Іскандер — перший повноекранний фільм про Александра Великого, знятий в Індії і присвячений індійському походу македонського царя.
- Александр Великий — фільм 1956 року, відносно невдала екранізація історії Александра. Головну роль виконав американський актор Річард Бартон.
- Александр — фільм Олівера Стоуна 2004 року, заснований на історичних фактах. У головній ролі знявся Колін Фаррелл.

Музика
Alexander The Great — Пісня гурту Iron Maiden.

## Додаткова література
- Аристотель і Олександр Великий: трансформація владою / Ю. В. Бондар // Наукові праці МАУП. — 2016. — Вип. 48. — С. 26-34. (посилання на статтю [Архівовано 4 березня 2022 у Wayback Machine.])
- Олександр Македонський, великий войовник: оповідання. — К. : ВІК, 1906. — 92 с.
- Плутарх. Порівняльні життєписи / Плутарх. — К.: Дніпро, 1991. — 448 с.
- Чарівний пояс амазонки: історія кохання цариці косачок Фалестри і легендарного Олександра Македонського: іст. драма на дві дії та чотири картини / Віктор Стус. — Дніпро: ЛізуновПрес, 2017. — 45, [1] с. — 100 прим. — ISBN 978-966-2575-75-0
- Ковалёв С. И., Александр Македонский, Л.: СОЦЭКГИЗ, 1937.
- Тревер К., Александр Македонский в Согде, «Вопросы истории», 1947, № 5.
- Бертельс Е. Э., Роман об Александре и его главные версии на Востоке, М. — Л., 1948.
- Wilcken U., Alexander der Große, Lpz., 1931.
- Арріан. Похід Александра. М.; Л., 1962.
- Квінт Курцій Руф. Історія Александра Македонського [Архівовано 27 липня 2012 у Wayback Machine.]. М., 1963.
- Енциклопедія Кольєра. Т. 2. 1952.
- Костюхин Е. А. Александр Македонский в литературной и фольклорной традиции. М., 1972.
- Гафуров Б. Г., Цибукидис Д. І. Александр Македонский и Восток. М., 1980. ISBN 978-5-9533-1765-8
- Шахермаейр Ф. Александр Македонский. М., 1986.
- Шифман И. Ш. Александр Македонский, Л.: Наука — 1988. — 208 с. — ISBN 5-02-027233-7
- Фишер-Фабиан С. Александр Великий. Смоленск, 1998. — 451 c. — ISBN 5-88590-659-9
- В. Д. Гладкий Древний мир. Энциклопедический словарь в 2-х томах — Центрполиграф, 1998 г., 510 + 478 стр. — ISBN 5-218-00700-5, 5-218-00724-2(рос.)

## Інтернет-ресурси
- Походи Олександра Македонського на карті.